# 항콜린제
항콜린제(anticholinergic agent)는 중추 및 말초 신경계의 시냅스에서 신경 전달 물질 아세틸콜린의 작용을 차단하는 물질이다.이들 제제는 신경 전달 물질 아세틸콜린의 신경 세포에서 그 수용체에 대한 결합을 선택적으로 차단함으로써 부교감 신경 자극을 억제한다. 부교감신경계의 신경 섬유는 위장관, 요로, 폐 및 신체의 다른 많은 부분에 존재하는 평활근의 비자발적 움직임을 담당한다. 항콜린제는 중추 신경계 및 말초 신경계의 특정 목표에 따라 항 무스카린제, 신경절 차단제 및 신경근육 차단제의 세 가지 범주로 나뉜다.

## 항콜린성
항콜린성(抗choline性)은 신경 전달 물질인 아세틸콜린을 차단하여 그 역할을 하지 못하게 하는 성질을 가리킨다.

## 같이 보기
- 항경련제